# Aphistogoniulus
Genre
Synonymes
- Mystalides Attems, 1910[1]

Aphistogoniulus est un genre de mille-pattes de la famille des Pachybolidae. Ces espèces sont toutes endémiques de Madagascar.

## Liste des espèces
Selon Catalogue of Life (7 juin 2020) :
- Aphistogoniulus aridus Wesener, 2009
- Aphistogoniulus brolemanni Jeekel, 1971
- Aphistogoniulus corallipes (Saussure & Zehntner, 1902)
- Aphistogoniulus cowani (Butler, 1882)
- Aphistogoniulus diabolicus Wesener, 2009
- Aphistogoniulus erythrocephalus (Pocock, 1893)
- Aphistogoniulus hova (De Saussure & Zehntner, 1902)
- Aphistogoniulus infernalis Wesener, 2009
- Aphistogoniulus polleni Jeekel, 1971
- Aphistogoniulus sakalava (Saussure & Zehntner, 1897)
- Aphistogoniulus sakalawa (De Saussure & Zehntner, 1902)
- Aphistogoniulus sanguinemaculatus (Silvestri, 1897)
- Aphistogoniulus sanguineus Wesener, 2009
- Aphistogoniulus vampyrus Wesener, 2009